# Index de pathogénicité intraveineuse
L'ndex de pathogénicité intraveineuse, ou IPIV (IVPI en anglais pour Intravenous pathogenicity index), est une mesure de la virulence d'un virus.
Pour identifier un virus, on utilise généralement la RT-PCR pratiquée à partir d'échantillon d'organes suspects. C'est un test rapide (quelques heures) de diagnostic, mais qui doit être confirmé par l'isolement viral, plus fiable. 
Dans le cas de la grippe aviaire par exemple, le virus doit ensuite être typé (H5 ou H7) et sa virulence déterminée. 
Cette virulence est mesurée par inoculation à des poulets SPF (specific pathogene free, c'est-à-dire démunis de tout pathogène), sur l'index de pathogénicité intraveineuse, et/ou par séquençage du site de clivage de la protéine H (résidus basiques).